# Frits Wols
Frits Wols (Post Groningen, 2 de julio de 1938) es un escritor y poeta nativo de Surinam. Frits Wols es el  seudónimo de Eugene Wong Loi Sing Wilfried.

## Biografía
Frits trabajó como maestro, profesor de inglés, traductor, y en el período 1994-1998 fue Secretario General de la Comisión Nacional de UNESCO en Surinam. Desde 1963 a 1975 vivió en los Países Bajos. Comenzó a publicar sus escritos en periódicos católicos Opbouw y Omhoog. En la década de 1980 ocupó varios puestos directivos en el Schrijversgroep ‘77. 
Las primeras dos colecciones de poesías, que escribió Frits son propias de trabajos de iniciación: Beeldbouwer van het abstrakte (1967) y Surine Cyclus (1981). Posteriormente, escribió obras más maduras, líricas y con compromiso social  Zo anders… (1990). Su novela Buitenvrouw(1977) a menudo es utilizada en las escuelas de Surinam, aunque en la novela  corta Het groene labyrint (1988), su prosa es más refinada, la historia trata sobre un náufrago en el estuario del Maroni y su caminata y aventuras a través de la selva. Un surinamés que viaja a los Países Bajos lleno de ideales y su historia allí es el argumento que presenta en la novela Verbroken cirkel (1992). Un conjunto de cuentos cortos han sido recopilados en el volumen Short Stories (2002).